# Louise Monot
Louise Monot, née Louise Valentine Monot (Paris, 30 de dezembro de 1981), é uma atriz francesa. Rosto da marca Bourjois, ela também é conhecida por interpretar uma das alunas do ensino médio, Marine Lavor, em La Vie avant nous, e a companheira de equipe de Jean Dujardin na segunda parte das aventuras do agente OSS 117, em OSS 117 : Rio ne répond plus.

## Biografia
Louise Monot nasceu em 30 de dezembro de 1981 no 16º arrondissement de Paris. Aos 15 anos, Louise Monot venceu um concurso de modelos, da revista 20 ans. Seu tamanho “pequeno” para uma modelo (1,71m) não impede que ela seja notada muito rapidamente. Em 2000, ela estrelou um comercial da Nescafé no qual interpretou Branca de Neve. Em 2005, tornou-se o rosto da marca de cosméticos Bourjois, para a qual filmou dez spots publicitários.
Aos 17 anos, ela se inscreveu em uma seleção de elenco e conseguiu seu primeiro papel em um episódio de Les Cordier, juge et flic. Ela então esteve envolvida na série La Vie devant nous. Após dez episódios, ela deixou a série e atuou em alguns filmes para TV, como Des parents pas comme les autres, com Élizabeth Bourgine e Samuel Labarthe. Ela então desempenhou papéis em episódios de séries, tais como Les Duettistes, Un homme en colère, Famille d'accueil, Le Grand Patron e Louis la Brocante.
Em 2003, interpretou a filha do personagem de Bruno Madinier na saga de verão da TF1, Le Bleu de l'ocean, e depois esteve presente em 2004 em Nos vies rêvées, filme para televisão em dois episódios no France 2, no qual ela interpreta dois personagens: Juliette em 1968 e sua filha Scarlett em 2004. Em 2005, recebeu o prémio Jovem Esperança Feminina no Festival de Luchon pelo seu papel ao lado de Jérémie Renier em Un amour à taire. No mesmo ano, estreou no teatro na peça Brooklyn Boy, com Stéphane Freiss e Christophe Bourseiller. Em 2006, tocou em Ange de feu ao lado de Frédéric Diefenthal e em L'Avare ao lado de Michel Serrault. Ela é a heroína da saga de verão da France 2 em 2007 : La Prophétie d'Avignon, rodeada por Guillaume Cramoisan e Bruno Madinier.
Em 2008, apareceu nos créditos de Béthune sur Nil do France 3. No ano seguinte, ela conseguiu o importante papel ao lado de Jean Dujardin no filme OSS 117 : Rio ne répond plus, de Michel Hazanavicius. Em 2010, estrelou os filmes Pièce montage ao lado de Jérémie Renier, Clémence Poésy, Danielle Darrieux, Jean-Pierre Marielle, além de Léa Drucker e Les Petits Mouchoirs de Guillaume Canet. Depois de Plan de table em 2012, ela estrelou o filme para TV Meurtres à Saint-Malo.
Em 2015, integrou o elenco da adaptação francesa de Broadchurch, intitulada Malaterra. A série foi cancelada logo após o término da primeira temporada. Encontramos a atriz em 2018 durante um episódio de Les Enquêtes de Murdoch e, com seu companheiro Samir Boitard no telefilme Mémoire de sang de Olivier Guignard. Em 2020, é uma das personagens principais da série Une belle histoire com Tiphaine Daviot, Sébastien Chassagne, Ben, Juliette Navis e Jean-Charles Clichet.

### Vida privada
Desde 2014, ela mantém um relacionamento com o ator francês Samir Boitard, que conheceu no set do filme para TV Où es-tu maintenant ? A filha deles, Lila, nasceu em outubro de 2016. A segunda filha deles, Selma, nasceu em setembro de 2020.

## Filmografia

### Cinema

#### Longas-metragens
- 2006: Hell de Bruno Chiche: Victoria
- 2006: Prête-moi ta main d'Éric Lartigau: Maxine
- 2007: Autant en emporte la femme de Petter Næss: Mirlinda
- 2008: MR 73 de Olivier Marchal : Blandine
- 2009: OSS 117 : Rio ne répond plus de Michel Hazanavicius: Dolorès Koulechov
- 2010: Pièce montée de Denys Granier-Deferre: Nathalie
- 2010: Les Petits Mouchoirs de Guillaume Canet: Léa
- 2012: Plan de table de Christelle Raynal: Marie
- 2012: La banda Picasso de Fernando Colomo: Marie Laurencin
- 2013: Girl on a Bicycle de Jeremy Leven: Cécile

#### Curtas-metragens
- 2004: À poil ! d'Emmanuelle Bercot: A atriz
- 2009: J'attendrai de Christelle d'Aulnat-Raynal
- 2011: Jouer avec le feu de Florian Desmoulins
- 2017: Everything Is One Thing de Émilie Barbault e Sarah Barbault

### Televisão
- 2000: Un homme en colère, episódio La peur de l'autre dirigido por Didier Albert: Vanessa
- 2000: Les Cordier, juge et flic, episódio Le Diable au cœur dirigido por Alain Wermus: Laetitia
- 2001: Des parents pas comme les autres de Laurence Katrian: Olympe
- 2001: Famille d'accueil, episódio Telle mère, telle fille dirigido por Alain Wermus: Romane Domergue
- 2002: Louis la Brocante, episódio Louis et les gitans dirigido por Michel Favart: Martha
- 2002: La Ligne noire, minissérie: Zoé
- 2002: La Vie devant nous,série criada por Valérie Tolédano e Stéphane Keller: Marine Lavor
- 2003: La Deuxième Vérité de Philippe Monnier: Charlie
- 2003: Le Bleu de l'océan, minissérie dirigida por Didier Albert: Julie Delcourt
- 2003: Le Grand Patron, episódio Le Froid qui sauve dirigido por Emmanuel Gust: Audrey
- 2004: Nos vies rêvées de Fabrice Cazeneuve: Juliette Tuile / Scarlett
- 2005: Un amour à taire de Christian Faure: Sarah / Yvonne
- 2006: Ange de feu de Philippe Setbon: Lola Sorel
- 2007: L'Avare de Christian de Chalonge: Mariane
- 2007: La Prophétie d'Avignon, minissérie dirigida por David Delrieux: Estelle Esperanza
- 2008: Béthune sur Nil de Jérôme Foulon: Cathy Vaillant
- 2008 : Scénarios contre les discriminations, episódio Un excellent dossier dirigido por Artus de Penguern: Cécile Morin
- 2009: Myster Mocky présente, episódio De quoi mourir de rire dirigido por Jean-Pierre Mocky
- 2010: Sable noir, episódio Les Âmes meurtries réalisé par Benjamin Holmsteen: Florianne
- 2010: Mademoiselle Drot de Christian Faure: Bénédicte Drot
- 2013: Meurtres à Saint-Malo de Lionel Bailliu: Gwenaële Garrec
- 2014: Le Général du roi de Nina Companeez: Constance
- 2014: The After de Chris Carter: Gigi Generau
- 2014: Où es-tu maintenant ? de Arnaud Sélignac: Caroline Delmas
- 2015: Malaterra, minissérie criada por Stéphane Kaminka: Élisabeth Viviani
- 2017: Calls, episódio 2025 - Boîte Noire (Boeing 747) dirigido por Timothée Hochet: Raphaëlle
- 2018: McMafia, 1ª temporada, episódio 6 dirigido por James Watkins: Sylvie
- 2018: Mémoire de sang de Olivier Guignard: Louise
- 2018: Les Enquêtes de Murdoch (Murdoch Mysteries), episódio L'Espionne qui aimait Murdoch (The Spy Who Loved Murdoch) dirigido por Alison Reid: Régine Rivière
- 2020: Une belle histoire, série criada por Frédéric Krivine et Emmanuel Daucé: Caroline
- 2022: Marion, minissérie de TV de Jacques Kluger: Edwige Marion
- 2023: Nouveaux Meurtres à Saint-Malo de Lionel Bailliu: Gwenaële Garrec
- 2023: Tout cela je te le donnerai, minissérie de Nicolas Guicheteau: Catherine
- 2024: Le Remplaçant (2ª temporada): Laure Delgado

### Clipes
- 2001: L'Amour a eu raison de moi de Omar Chakil
- 2010: Nantes de Renan Luce
- 2015: Pour être deux de Rose e Jean-Louis Murat, dirigido por Émilie Barbault e Sarah Barbault

### Modelagem
- 2000: Anúncio do café Nescafé em que ela interpreta a Branca de Neve.[8]
- 2005: Rosto da campanha publicitária da marca de produtos de beleza Bourjois para sua linha Grains de Beauté. Ela gravou nove comerciais (para cada dia da semana) e aparece em alguns pôsteres.[9]

### Eventos
- 2013: Participa na Gala do Sindicato dos Artistas

## Teatro
- 2004 - 2006: Brooklyn Boy ao lado de Stéphane Freiss

## Honrarias
- Em 1996, ela ganhou um concurso de modelos da revista 20 ans.[3]
- 2005: prêmio de melhor jovem esperançosa no Festival de Luchon por seu papel como Sarah Morgenstern em Un amour à silêncio.[3]
- 2005: prêmio de interpretação no Festival 2 Valenciennes.[10]